# Григорян, Арам Саркисович
Арам Саркисович Григорян (род. 9 июня 1998) — российский и эмиратский самбист и дзюдоист, чемпион и призёр чемпионатов России по самбо, призёр Кубка России по самбо, обладатель Кубка Европы по самбо, призёр Кубка мира по самбо, чемпион мира по самбо, Заслуженный мастер спорта России (19 октября 2020 года). Выступает в первой средней весовой категории (до 82 кг) за национальную сборную UAE. Его наставниками в разное время были В. Ш. Такташев, В. В. Астахов, Д. В. Клецков, Р. М. Бабоян.

## Биография
На первенстве России 2018 года по самбо Григорян завоевал золотую медаль. Затем принял участие в первенстве мира, где также стал победителем. В 2019 году выиграл первенство России среди молодёжи. В этом же году впервые завоевал золотую медаль чемпионата России и получил путевку на чемпионат мира. Выступает за ОАЭ.

## Спортивные результаты
- Первенство России 2014 — ;
- Первенство мира 2014 — ;
- Первенство России 2016 — ;
- Первенство мира 2016 — ;
- Первенство России 2018 — ;
- Первенство мира 2018 — ;
- Первенство России до 23 лет − 2019, 2020 год — ;
- Чемпионат России 2019 — ;
- Чемпионат России 2020 — ;
- Чемпионат России 2021 — ;
- Кубок Европы 2019 — ;
- Кубок мира 2021 "мемориал Харлампиева"[4] — ;
- Чемпионат мира 2019 — ;